# Poéssin
Pour les articles homonymes, voir Poessin.
Poéssin est une localité située dans le département de Barsalogho de la province du Sanmatenga dans la région Centre-Nord au Burkina Faso.

## Géographie
Poéssin est administrativement rattaché au village de Guiendbila.

## Éducation et santé
Le centre de soins le plus proche de Poéssin est le centre médical avec antenne chirurgicale (CMA) de Barsalogho tandis que le centre hospitalier régional (CHR) se trouve à Kaya.